# Dipyldiidae
Dipyldiidae är en familj av plattmaskar. Dipyldiidae ingår i ordningen Eucestoda, klassen Neodermata, fylumet plattmaskar och riket djur.